# Наварія (гміна)
Гміна Наварія — колишня (1934—1939 рр.) сільська ґміна Львівського повіту Львівського воєводства Польської республіки (1918—1939) рр. Центром ґміни було село Наварія.

1 серпня 1934 р. було створено ґміну Наварія у Львівському повіті. До неї увійшли сільські громади: Басьовка, Ґлінна, Годовіце, Лєсьньовіце, Малічковіце, Мілошовіце, Мосткі, Наґужани, Навар'я, Подсадкі, Полянка, Поршна, Пустомити, Сємянувка.

У 1934 р. територія ґміни становила 144,61 км². Населення ґміни станом на 1931 рік становило 15 181 особа. Налічувалось 2 673 житлові будинки. 

Національний склад населення ґміни Наварія на 01.01.1939:
| село        | населення | українці-грекокатолики | українці-латинники | євреї | німці | поляки | польські колоністи |
| ----------- | --------- | ---------------------- | ------------------ | ----- | ----- | ------ | ------------------ |
| Басівка     | 990       | 150                    |                    |       | 5     | 835    |                    |
| Глинна      | 1160      | 280                    |                    | 10    |       | 850    |                    |
| Годовиця    | 1330      | 220                    |                    | 30    |       | 1080   |                    |
| Лісневичі   | 1310      | 1100                   | 160                | 10    | 10    | 30     |                    |
| Маличковичі | 620       | 120                    |                    |       |       | 500    |                    |
| Милошовичі  | 950       | 740                    | 105                | 15    | 10    | 80     |                    |
| Мостки      | 1370      | 920                    | 270                | 40    | 10    | 70     | 60                 |
| Нагіряни    | 510       | 260                    | 220                | 10    |       | 20     |                    |
| Наварія     | 1200      | 70                     |                    | 350   | 20    | 760    |                    |
| Підсадки    | 550       | 490                    | 50                 |       |       | 10     |                    |
| Полянка     | 810       | 780                    | 10                 | 10    |       | 10     |                    |
| Поршна      | 1360      | 1130                   | 80                 |       |       | 150    |                    |
| Пустомити   | 1780      | 540                    | 300                | 20    |       | 910    |                    |
| Семенівка   | 2660      | 140                    |                    | 20    |       | 2500   |                    |
| Загалом     | 16600     | 6940                   | 1195               | 525   | 75    | 7805   | 60                 |
| Відсотки    | 100%      | 41,81%                 | 7,2%               | 3,16% | 0,45% | 47,02% | 0,36%              |

Публіковані ж поляками цифри про 67% поляків у ґміні за ніби-то результатами перепису 1931 року суперечать шематизмам і даним, отриманим від місцевих жителів (див. вище), та пропорціям за допольськими  (австрійськими) і післяпольськими (радянським 1940 й німецьким 1943) переписами.
Ґміна зайнята 12 вересня 1939 року 1-шою гірськопіхотною дивізією. Відповідно до Пакту Молотова — Ріббентропа 23 вересня територія ґміни була передана радянським військам. Ґміна ліквідована в 1940 р. у зв’язку з утворенням Сокільницького району